# ماسون (میشیگان)
ماسون، میشیگان (به انگلیسی: Mason, Michigan) یک شهر در ایالات متحده آمریکا با جمعیت ۸٬۲۵۲ نفر است که در میشیگان واقع شده‌است.

## موقعیت جغرافیایی
موقعیت جغرافیایی شهرها و مناطق اطراف به شرح زیر است: